# Aleksandr Kerik
Aleksandr Michajlovitj Kerik (ryska: Александр Михайлович Керик), född 10 december 2005, är en rysk fäktare som tävlar i florett.

## Karriär
Vid EM 2025 i Genua tog Kerik brons tillsammans med Anton Borodatjov, Kirill Borodatjov och Vladislav Mylnikov i lagtävlingen i florett efter att ha besegrat Belgien i bronsmatchen.